# Thailand Masters 1991
Das Thailand Masters 1991 war ein professionelles Snookerturnier ohne Einfluss auf die Weltrangliste (Non-ranking-Turnier), das im August 1991 im Rahmen der Saison 1991/92 in der thailändischen Hauptstadt Bangkok ausgetragen wurde. Sieger wurde der Engländer Steve Davis, dem im Finale ein 6:3-Sieg über Stephen Hendry gelang. Das höchste Break des Turnieres, das Teil der World Series 1991 war, war ein 125er-Break des eingeladenen thailändischen Amateurspielers Rom Surin.

## Preisgeld
Als Sponsor des Turnieres fungierte der Initiator der World Series, das Unternehmen Matchroom Sport unter Barry Hearn. Insgesamt wurden 41.248 Pfund Sterling ausgeschüttet, von denen laut der Datenbank CueTracker 15.000 £ an den Sieger gingen. Der Snooker-Historiker Chris Turner nannte 2008 dagegen eine Summe von 20.000 £ für den Sieger.
|                 | Preisgeld |
| --------------- | --------- |
| Sieger          | 15.000 £  |
| Finalist        | 7.500 £   |
| Halbfinalist    | 3.750 £   |
| Viertelfinalist | 1.875 £   |
| Zweite Runde    | 937 £     |
| Erste Runde     | —         |
| Insgesamt       | 41.248 £  |

## Turnierverlauf
Das Thailand Masters 1991 war das erste Turnier der World Series 1991, einer von Barry Hearns Firma Matchroom Sport initiierten Serie von Einladungsturnieren. Zum Turnier wurden insgesamt 16 Spieler eingeladen. Darunter waren zehn der führenden Profispieler – neun aus dem Vereinigten Königreich und der thailändische Lokalmatador James Wattana –, vier thailändische Amateure und die beiden ebenfalls professionellen, führenden Snookerspielerinnen Allison Fisher und Karen Corr. Die letzten beiden Gruppe sowie Wattana und Terry Griffiths begannen das Turnier in der ersten Runden mit vier Partien, deren Sieger in der zweiten Runde auf eine zweite Gruppe von Spitzenspielern traf. Erneut gab es vier Partien, deren Sieger auf die verbliebenen Spieler der Weltspitze trafen. Ab dann wurde strikt im K.-o.-System der Sieger ermittelt. Alle Spiele wurden im Modus Best of 9 Frames gespielt, bis auf das Endspiel im Modus Best of 11 Frames.
|  | Erste Runde Best of 9 Frames | Erste Runde Best of 9 Frames |                 |   | Zweite Runde Best of 9 Frames | Zweite Runde Best of 9 Frames |                |   | Viertelfinale Best of 9 Frames | Viertelfinale Best of 9 Frames |                |   | Halbfinale Best of 9 Frames | Halbfinale Best of 9 Frames |  |  | Finale Best of 11 Frames | Finale Best of 11 Frames |
|  |                              |                              |                 |   |                               |                               |                |   |                                |                                |                |   |                             |                             |  |  |                          |                          |
|  | James Wattana                | 5                            |                 |   | Steve James                   | 5                             |                |   | Steve Davis                    | 5                              |                |   |                             |                             |  |  |                          |                          |
|  | Noppadon Noppachorn          | 1                            |                 |   | James Wattana                 | 4                             |                |   | Steve James                    | 1                              |                |   |                             |                             |  |  |                          |                          |
|  | Noppadon Noppachorn          | 1                            | Steve Davis     | 5 | James Wattana                 | 4                             |                |   |                                |                                |                |   |                             |                             |  |  |                          |                          |
|  |                              |                              |                 |   |                               |                               |                |   |                                |                                |                |   |                             |                             |  |  |                          |                          |
|  | Neal Foulds                  | 1                            |                 |   |                               |                               |                |   |                                |                                |                |   |                             |                             |  |  |                          |                          |
|  | Neal Foulds                  | 1                            | Karen Corr      | 0 |                               |                               | Neal Foulds    | 5 |                                |                                | Jimmy White    | 4 |                             |                             |  |  |                          |                          |
|  |                              |                              | Karen Corr      | 0 |                               |                               | Neal Foulds    | 5 |                                |                                | Jimmy White    | 4 |                             |                             |  |  |                          |                          |
|  | Suriya Suwannasingh          | 5                            |                 |   | Suriya Suwannasingh           | 1                             |                |   | Neal Foulds                    | 5                              |                |   |                             |                             |  |  |                          |                          |
|  | Suriya Suwannasingh          | 5                            | Steve Davis     | 6 | Suriya Suwannasingh           | 1                             |                |   | Neal Foulds                    | 5                              |                |   |                             |                             |  |  |                          |                          |
|  |                              |                              |                 |   |                               |                               |                |   |                                |                                |                |   |                             |                             |  |  |                          |                          |
|  | Stephen Hendry               | 3                            |                 |   |                               |                               |                |   |                                |                                |                |   |                             |                             |  |  |                          |                          |
|  | Stephen Hendry               | 3                            | Terry Griffiths | 5 |                               |                               | Mike Hallett   | 5 |                                |                                | Stephen Hendry | 5 |                             |                             |  |  |                          |                          |
|  |                              |                              | Terry Griffiths | 5 |                               |                               | Mike Hallett   | 5 |                                |                                | Stephen Hendry | 5 |                             |                             |  |  |                          |                          |
|  | Rom Surin                    | 4                            |                 |   | Terry Griffiths               | 2                             |                |   | Mike Hallett                   | 2                              |                |   |                             |                             |  |  |                          |                          |
|  | Rom Surin                    | 4                            | Stephen Hendry  | 5 | Terry Griffiths               | 2                             |                |   | Mike Hallett                   | 2                              |                |   |                             |                             |  |  |                          |                          |
|  |                              |                              |                 |   |                               |                               |                |   |                                |                                |                |   |                             |                             |  |  |                          |                          |
|  | John Parrott                 | 4                            |                 |   |                               |                               |                |   |                                |                                |                |   |                             |                             |  |  |                          |                          |
|  | John Parrott                 | 4                            | Allison Fisher  | 5 |                               |                               | Gary Wilkinson | 5 |                                |                                | John Parrott   | 5 |                             |                             |  |  |                          |                          |
|  |                              |                              |                 |   |                               |                               | Gary Wilkinson | 5 |                                |                                | John Parrott   | 5 |                             |                             |  |  |                          |                          |
|  | Tai Pichit                   | 4                            |                 |   | Allison Fisher                | 3                             |                |   | Gary Wilkinson                 | 3                              |                |   |                             |                             |  |  |                          |                          |

### Finale
Steve Davis hatte die 1980er-Jahre dominiert, nun aber seinen Zenit überschritten – der junge Stephen Hendry hatte die Davis-Ära beendet und war dabei, seine eigene Phase der Dominanz zu starten. Doch Davis war, neben Jimmy White und dem zum Zeitpunkt des Turnieres amtierenden Weltmeisters John Parrott, Hendrys engster Verfolger. Dass er durchaus weiterhin sehr gute Ergebnisse liefern konnte, zeigte er auch hier: mit nur zwei verlorenen Frames in seinen beiden Spielen zog er ins Finale ein. Hendry hatte insbesondere gegen Parrott im Halbfinale mehr zu kämpfen und sicherte sich erst beim Stande von 5:4 sein Finalticket. Tatsächlich war es aber der junge Schotte, der zunächst mit 0:2 und dann mit 2:3 in Führung ging. Erst danach konnte Davis die Partie zu seinen Gunsten drehen – er gewann die nächsten vier Frames in Folge und damit das Turnier. Generell waren aber viele Frames der Partie knappe Angelegenheiten und wurden erst auf den letzten Bällen entschieden.
| Finale: Best of 11 Frames Bangkok, Thailand, August 1991                                                        |                |                |
| Steve Davis | 6:3            | Stephen Hendry |
| 43:52, 50:68 (67), 68:60 (D. 68, H. 59), 77:38 (62), 63:69 (D. 54), 73:51, 65:64 (H. 64), 82:16 (59), 6818 (52) |                |                |
| 68 | Höchstes Break | 67             |
| – | Century-Breaks | –              |
| 5 | 50+-Breaks     | 3              |

## Century Breaks
Sieben Spieler spielten während des Turnieres insgesamt neun Century Breaks. Während Stephen Hendry und Mike Hallett die einzigen Spieler waren, denen zwei Breaks von hundert oder mehr Punkten gelangen, spielte der thailändische Amateurspieler Rom Surin mit einer Aufnahme von 125 Punkten das höchste Break des Turnieres.
| Rom Surin      | 125      |
| Stephen Hendry | 124, 104 |
| James Wattana  | 120      |
| Mike Hallett   | 114, 108 |

| John Parrott   | 110 |
| Gary Wilkinson | 101 |
| Steve Davis    | 101 |